# Albert City
Albert City est une ville du comté de Buena Vista, en Iowa, aux États-Unis. La ville est fondée en 1890 sur les terres appartenant à George Anderson. Elle s'appelait, à l'origine, Manthorp, d'après une ville de Suède. Comme les services de la poste considéraient que la ville pouvait être confondue avec celle, voisine, de Marathon, elle est renommée en l'honneur d'Albertina Anderson, épouse du fondateur. Albert city est incorporée le 10 décembre 1900,.

## Source de la traduction
- (en) Cet article est partiellement ou en totalité issu de l’article de Wikipédia en anglais intitulé « Albert City, Iowa » (voir la liste des auteurs).